# Miniclip
Miniclip este o platformă de jocuri online și dezvoltator de jocuri video fondată în 2001. Compania este cunoscută pentru o gamă largă de jocuri browser și mobile și a devenit una dintre cele mai mari și populare platforme de jocuri online din lume.

## Istoric

### Fondare și Expansiune
Miniclip a fost fondată de Robert Small și Tihan Presbie în anul 2001, cu sediul central în Neuchâtel, Elveția. De la început, obiectivul companiei a fost să ofere jocuri gratuite de calitate superioară accesibile direct prin browsere web, fără necesitatea descărcării sau instalării.
De la începuturile sale modeste, Miniclip a cunoscut o creștere exponențială. În 2008, compania a lansat peste 450 de jocuri și a ajuns să aibă peste 43 de milioane de utilizatori unici lunar. În 2015, Tencent, gigantul chinez din domeniul tehnologiei, a achiziționat o parte majoritară din Miniclip, ajutând la extinderea și mai rapidă a companiei pe piața globală.

### Creșterea Popularității
Platforma a început să câștige popularitate rapid datorită catalogului său vast de jocuri captivante și variate, de la jocuri de acțiune și sport la puzzle-uri și jocuri educative. În scurt timp, Miniclip a devenit o destinație preferată pentru jucători de toate vârstele din întreaga lume.

## Tipuri de jocuri
Miniclip oferă o varietate largă de jocuri, care includ:
- Jocuri de acțiune: Acestea sunt printre cele mai populare pe platformă, oferind jucătorilor ocazia să se angajeze în lupte dinamice și misiuni palpitante. Exemple includ "Commando" și "Fragger".
- Jocuri de sport: Miniclip a dezvoltat numeroase jocuri de sport, de la fotbal și baschet până la biliard. "8 Ball Pool" este unul dintre cele mai jucate jocuri de biliard online din lume.
- Jocuri de puzzle: Aceste jocuri sunt concepute pentru a stimula gândirea critică și abilitățile de rezolvare a problemelor. Exemple includ "Bloons Tower Defense" și "Mahjong".
- Jocuri multiplayer: Oferind jucătorilor posibilitatea de a se conecta și de a juca împreună sau împotriva altor utilizatori din întreaga lume, aceste jocuri includ titluri ca "Agar.io" și "Diep.io".
- Jocuri educative: Acestea sunt orientate spre învățare și dezvoltare personală, fiind populare printre copii și adolescenți. Un exemplu este "Fireboy and Watergirl".

## Jocuri Notabile

### 8 Ball Pool
Unul dintre cele mai populare jocuri de pe Miniclip este 8 Ball Pool, un joc de biliard online care permite jucătorilor să concureze unul împotriva celuilalt în timp real. 8 Ball Pool a devenit un fenomen global, cu milioane de utilizatori activi zilnic. Jocul oferă diverse moduri de joc, turnee și posibilitatea de a personaliza tacurile și mesele de joc.

### Agar.io
Agar.io este un alt joc celebru care a captat atenția comunității de jucători. În acest joc simplu dar captivant, jucătorii controlează o celulă care trebuie să consume alte celule mai mici pentru a crește, evitând în același timp să fie devorată de celule mai mari.

### Alte Jocuri
Pe lângă aceste hituri, Miniclip a dezvoltat și găzduit o multitudine de alte jocuri populare, precum Diep.io, Slither.io, Soccer Stars, Plague Inc. și Head Ball 2 Aceste jocuri au contribuit la menținerea relevanței și popularității platformei în fața concurenței tot mai mari din industria jocurilor online.

## Expansiunea pe Mobil
Cu creșterea utilizării dispozitivelor mobile, Miniclip a făcut trecerea la platformele mobile, dezvoltând versiuni pentru iOS și Android ale jocurilor sale populare. Această mișcare strategică a permis companiei să atragă un nou val de jucători și să mențină interesele utilizatorilor săi fideli.

## Achiziții și Parteneriate
De-a lungul anilor, Miniclip a realizat diverse achiziții și parteneriate pentru a-și extinde portofoliul de jocuri și a-și consolida poziția pe piață. Un exemplu notabil este achiziția de către Tencent, gigantul chinez în tehnologie, care a preluat o participație majoritară în Miniclip în 2015. Acest parteneriat a deschis noi oportunități de creștere și expansiune, în special pe piața asiatică.

## Impactul Cultural și Comunitar
Miniclip a avut un impact semnificativ asupra culturii jocurilor online. Multe dintre jocurile sale au devenit fenomene virale și au fost integrate în cultura pop, cu referințe în diverse medii și comunități online. Platforma a creat, de asemenea, o comunitate robustă de jucători, care interacționează prin intermediul forumurilor și rețelelor sociale.

## Premii și Recunoașteri
De-a lungul anilor, Miniclip a primit numeroase premii și distincții pentru contribuțiile sale în domeniul jocurilor online. Acestea includ premii pentru inovație în jocuri, recunoașteri ale popularității jocurilor și premii pentru calitatea experienței utilizatorilor.

## Viitorul Miniclip
Pe măsură ce tehnologia avansează și cerințele jucătorilor evoluează, Miniclip continuă să inoveze și să își diversifice ofertele. Compania explorează noi formate de jocuri, cum ar fi realitatea virtuală și augmentată, și continuă să dezvolte jocuri noi care să răspundă cerințelor unei audiențe globale din ce în ce mai exigente.

## Proiecte și inițiative viitoare
Miniclip continuă să inoveze și să se extindă, investind în noi tehnologii și colaborând cu dezvoltatori de jocuri din întreaga lume. Compania explorează în mod activ oportunități în domeniul realității virtuale și augmentate, precum și în dezvoltarea de noi platforme și servicii pentru utilizatori.

## Moștenire
Miniclip a demonstrat o capacitate remarcabilă de adaptare și inovare, menținându-se relevantă într-o industrie dinamică și competitivă. Cu o istorie bogată și un angajament ferm pentru calitate și divertisment, Miniclip este poziționată să rămână un lider în lumea jocurilor online pentru mulți ani de acum înainte.